# Nébuleuse du Croissant
NGC 6888 (Caldwell 27 ou Sharpless 105) est une nébuleuse en émission située dans la constellation du Cygne,. NGC 6888 a été découverte en 1792 par l'astronome germano-britannique William Herschel.
Cette nébuleuse est née des rapides vents stellaires de l'étoile HD 192163 (WR  136). Cette étoile massive explosera probablement en supernova dans environ 100 000 ans. La nébuleuse et son étoile ont fait l'objet de nombreuses publications.

## Caractéristiques

### Distance
La distance sans doute la plus précise provient de la mesure de la parallaxe de WR 136, l'étoile qui a engendré la nébuleuse. Cette mesure a été réalisée par le satellite Gaia et publiée en 2020 sous le titre « GAIA EARLY DATA RELEASE 3 (GAIA EDR3) ». La parallaxe de WR 136 est de 0,577 2 ± 0,016 mas ce qui correspond à une distance de 1 732,5 ± 48 pc (∼5 650 al)

### Les observations en infrarouge
Les observations dans le domaine de l'infrarouge permettent de déterminer la répartition spatiale des poussières et d'en déterminer leur masse. Le plus récent article sur le sujet a été publié en 2020. En utilisant les données spectrales recueillies par le télescope spatial Spitzer, les auteurs de l'article ont pu déterminer les masses du gaz et de la poussière de NGC 6888 selon un modèle qui reproduit les propriétés optiques et infrarouges de la nébuleuse. Il s'avère que la coquille interne est composée seulement de gaz, alors que la coquille externe est un mélange de gaz et de poussière. La poussière est constituée de petits grains, de 0,002 à 0,008 μm et de gros grains, de 0,05 à 0,5 μm. La masse totale de la nébuleuse obtenue de leur modèle est de 25,5+4,7
−2,8 {\displaystyle M_{\odot }}. La masse de la poussière est de 0,14+0,03
−0,01 {\displaystyle M_{\odot }} pour un rapport poussière/gaz de 5,6 x 10-3. La masse initiale de l'étoile progénitrice serait de {\displaystyle \lessapprox }50 {\displaystyle M_{\odot }}.   

### Les observations en rayons X

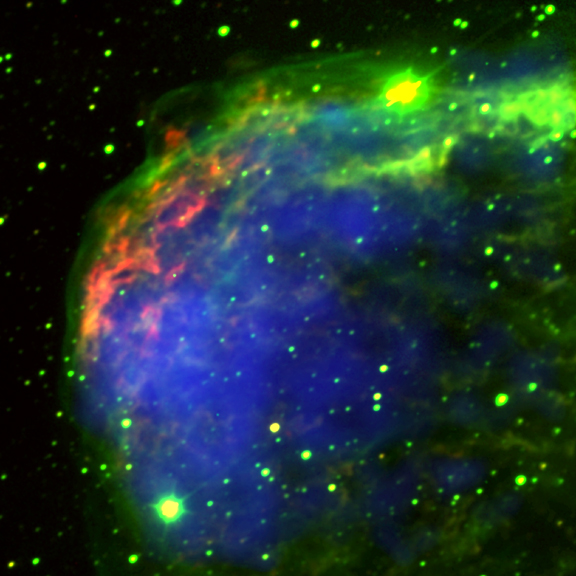
La nébuleuse du Croissant dans le domaine des rayons-X par télescope Chandra. L'étoile WR 136 est hors de cette image, en bas à droite.

L'étoile HD 192163 (WR 136) a commencé ce qui sera la fin de sa vie en explosant en supernova, seulement 4,5 millions d'années après sa naissance. Elle a d'abord pris énormément d'expansion pour devenir une géante rouge et elle a éjecté ses couches externes à une vitesse de l'ordre de 20 000 mph (32 000 km/h). Quelques deux cent mille ans plus tard, le rayonnement intense de l'étoile a commencé à repousser les gaz à des vitesses dépassant les 3 millions de kilomètres par heure. Lorsque ce vent stellaire a percuté les gaz précédemment expulsés, une coquille dense s'est formée. Sur l'image de Chandra, une partie de cette coquille est représentée en rouge. La force brutale de la collision a créé deux ondes de choc. L'une de ces ondes s'est déplacée vers l'extérieur a créé la structure filamentaire verte, l'autre s'est déplacée vers l'intérieur et a donné naissance à une bulle de gaz émettant des rayons X d'un million de degrés (en bleu sur l'image).
Dans les années 2000, les observations du télescope spatial ROSAT ont permis de découvrir dans la nébuleuse deux bulles de plasma à des températures de approximative de 8 × 106 K et 1,3 × 106 K, ces deux composantes étant surtout situées en périphérie au nord et au sud, alors qu'aucune émission ne provient du centre. En 2014, un premier article publié par J. A. Toalá et ses collègues fait aussi mention de ces deux bulles. Cet article fait état des conclusions des auteurs à partir des observations réalisées par le télescope Chandra. Un autre article publié par Toalá en 2016 sur le même sujet, mais utilisant les données captées par le l'observatoire spatial XMM-Newton, mentionne la présence des deux régions d'émission de rayons X. Leur température est évaluée à 1,4 × 106 K et 8,2 × 106 K.

### Composition chimique
Des observations réalisées grâce au spectrographe à haute résolution installé sur le télescope Subaru ont permis de déterminer l'abondance de plusieurs éléments. Un aspect important de l'étude est la détection pour la première fois de la raie spectrale CII à 427,2 nm. Selon les rapports d'abondances He/H et N/O ainsi que la dynamique de la nébuleuse, la masse de l'étoile progénitrice est estimée entre 25 et 40 {\displaystyle M_{\odot }}.

## Galerie

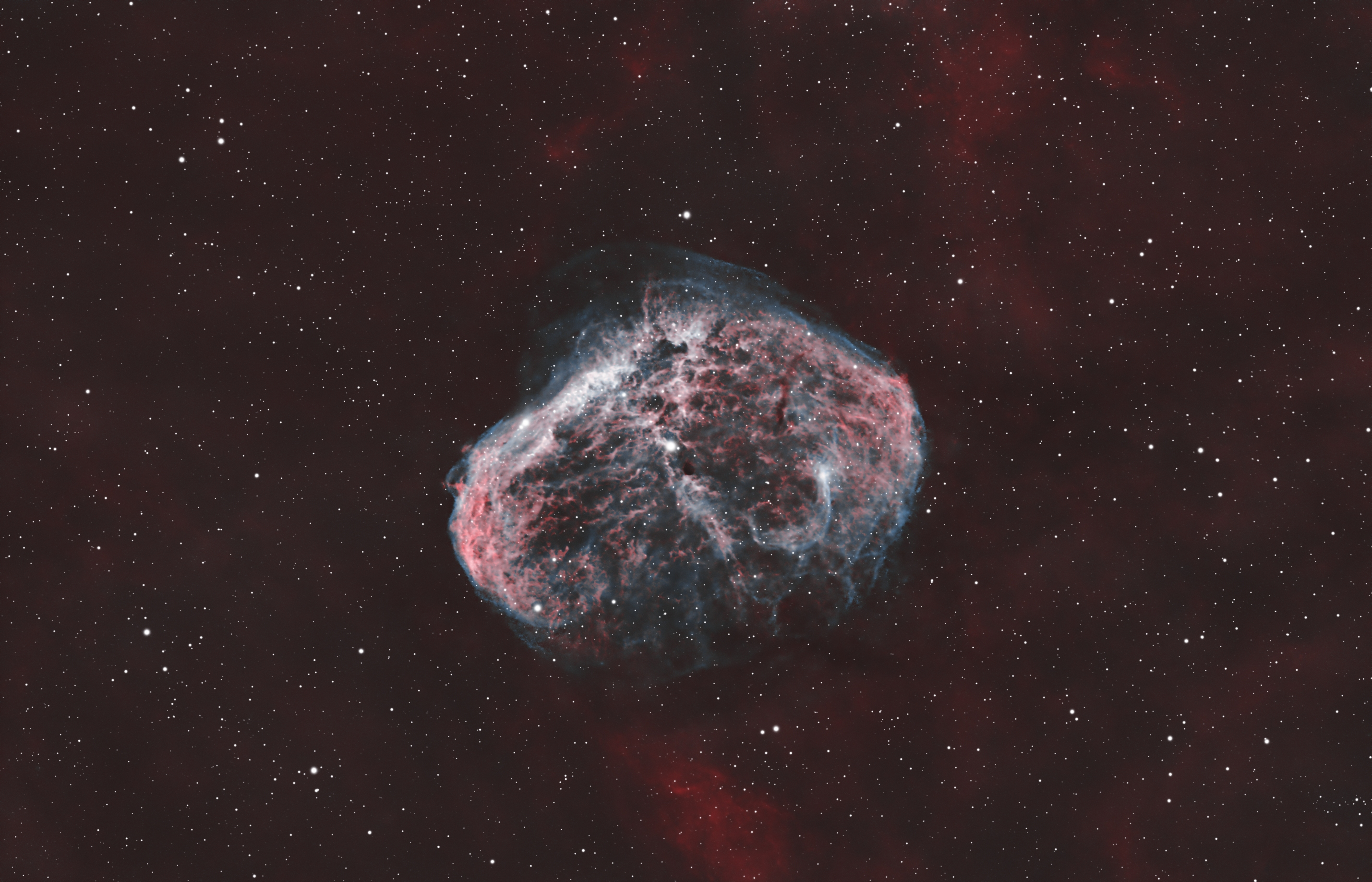
Nébuleuse du Croissant (NGC 6888) prise par astronome amateur David Rousseau. Télescope Schmidt-Cassegrain (focale de 1470 mm) avec filtres Ha et OIII à bande étroite (2.8 nm). Rendu HOO.

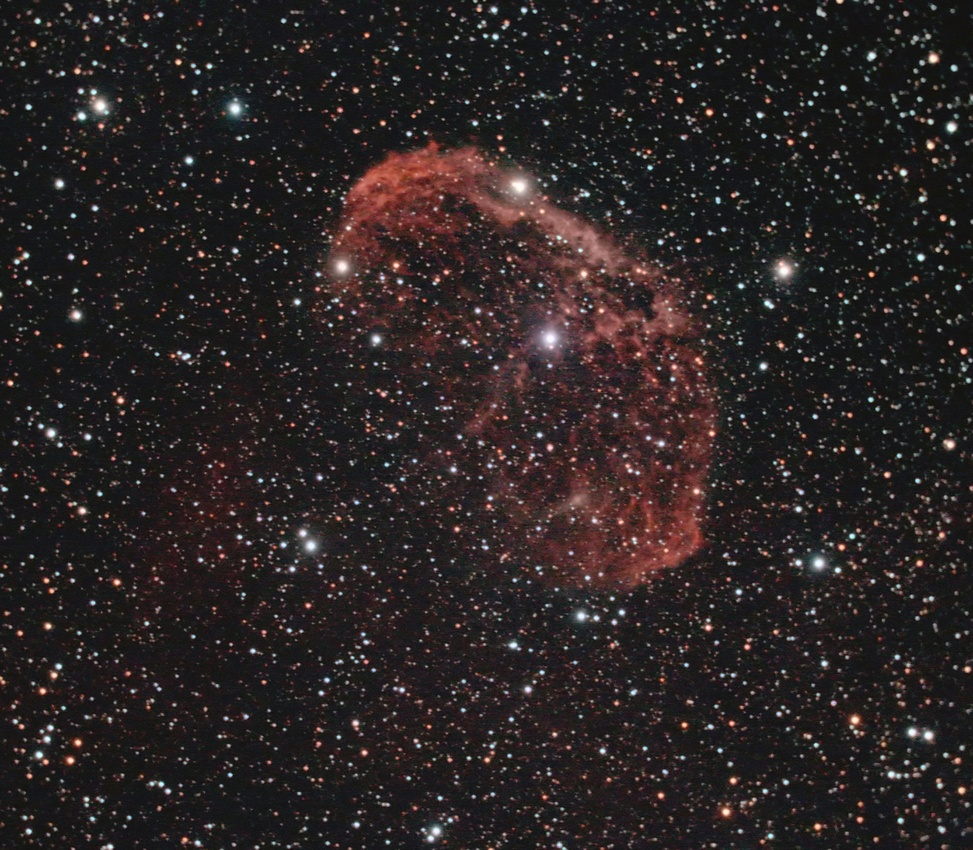
NGC 6888 en lumière visible par un astronome amateur.
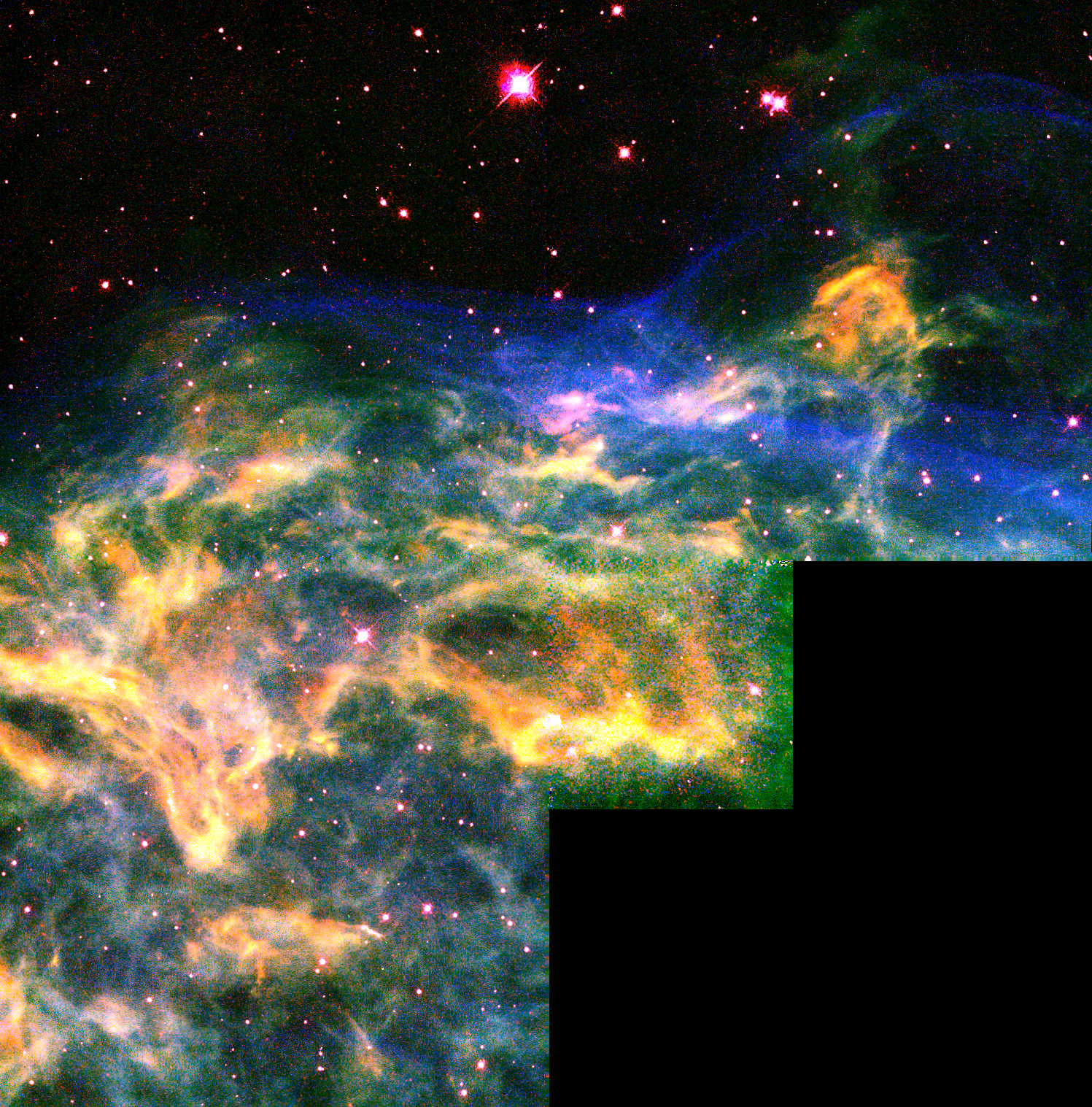
NGC 6888 en lumière visible par télescope spatial Hubble.
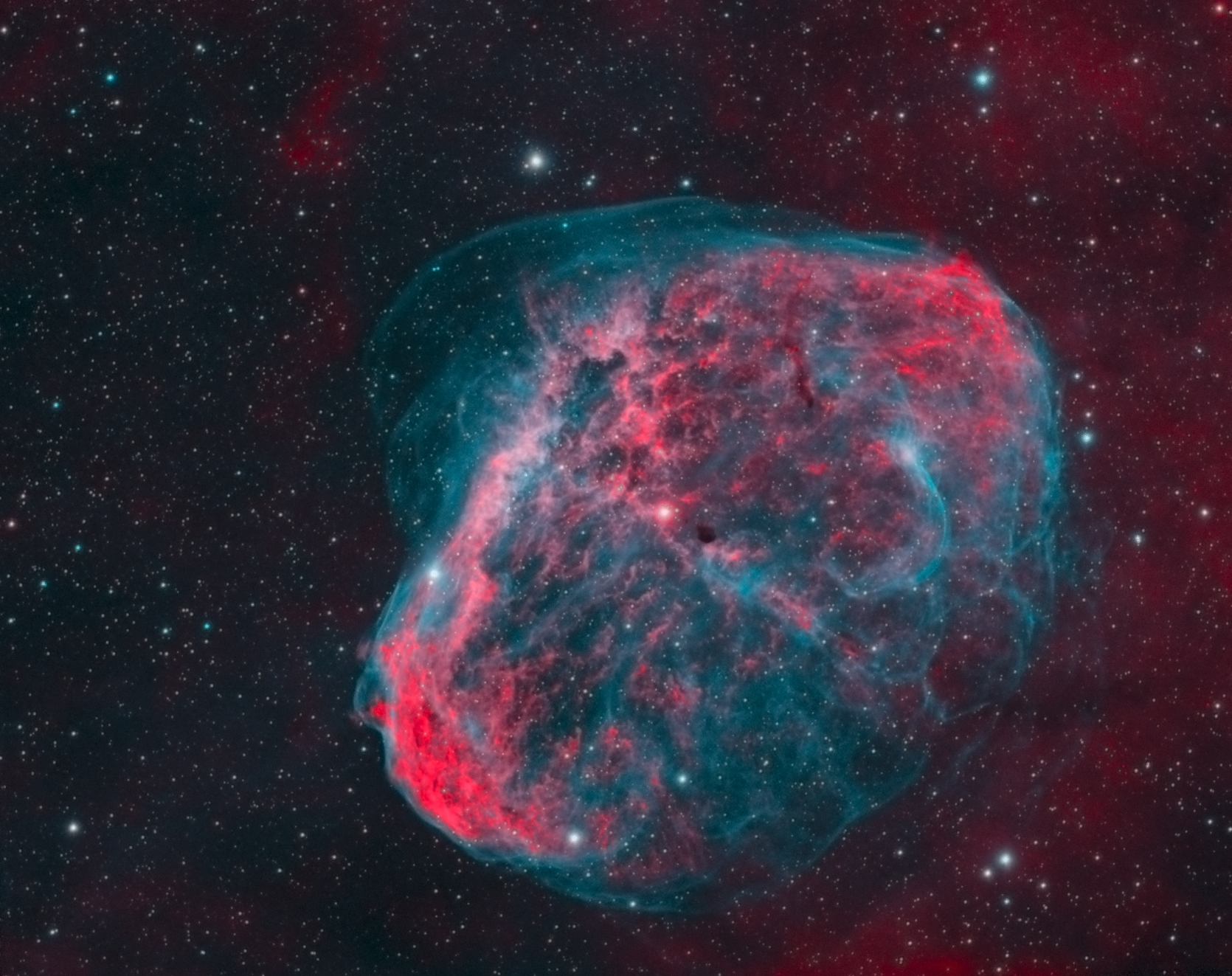
NGC 6888 en lumière Hα de l'hydrogène et de l'O III par Don Christopher Deaver.
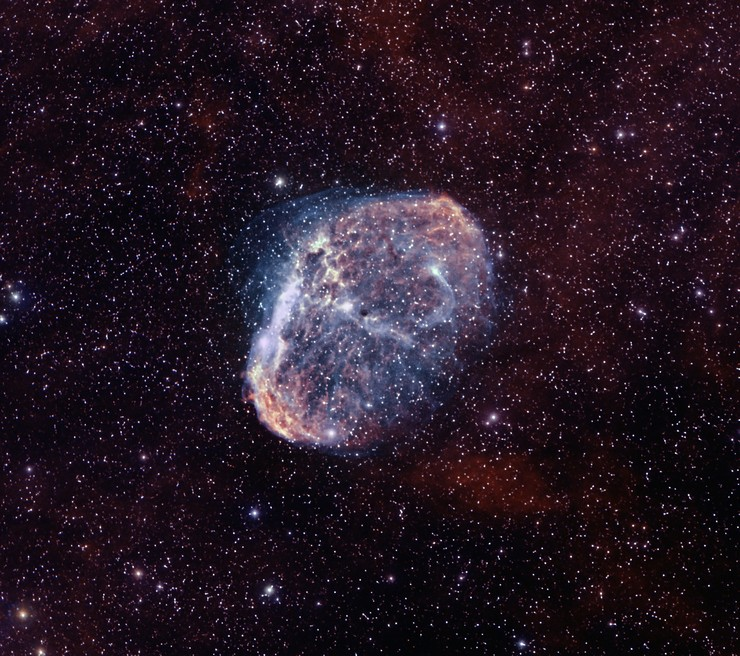
Autre interprétation des données captées en lumière Hα de l'hydrogène et de l'O III par Stephan Hamel.
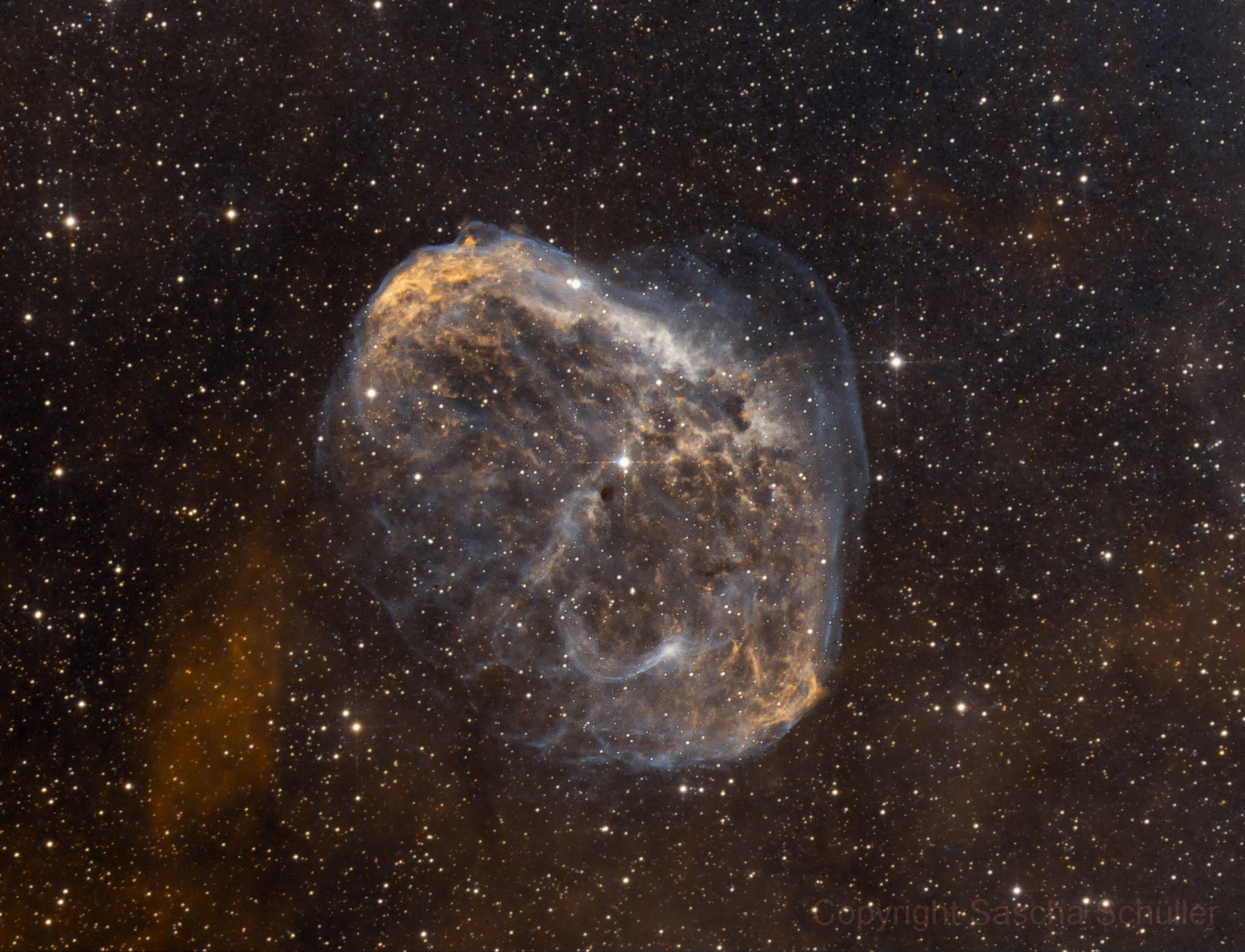
Version bicolore de NGC 6888 par Sascha Schüller.
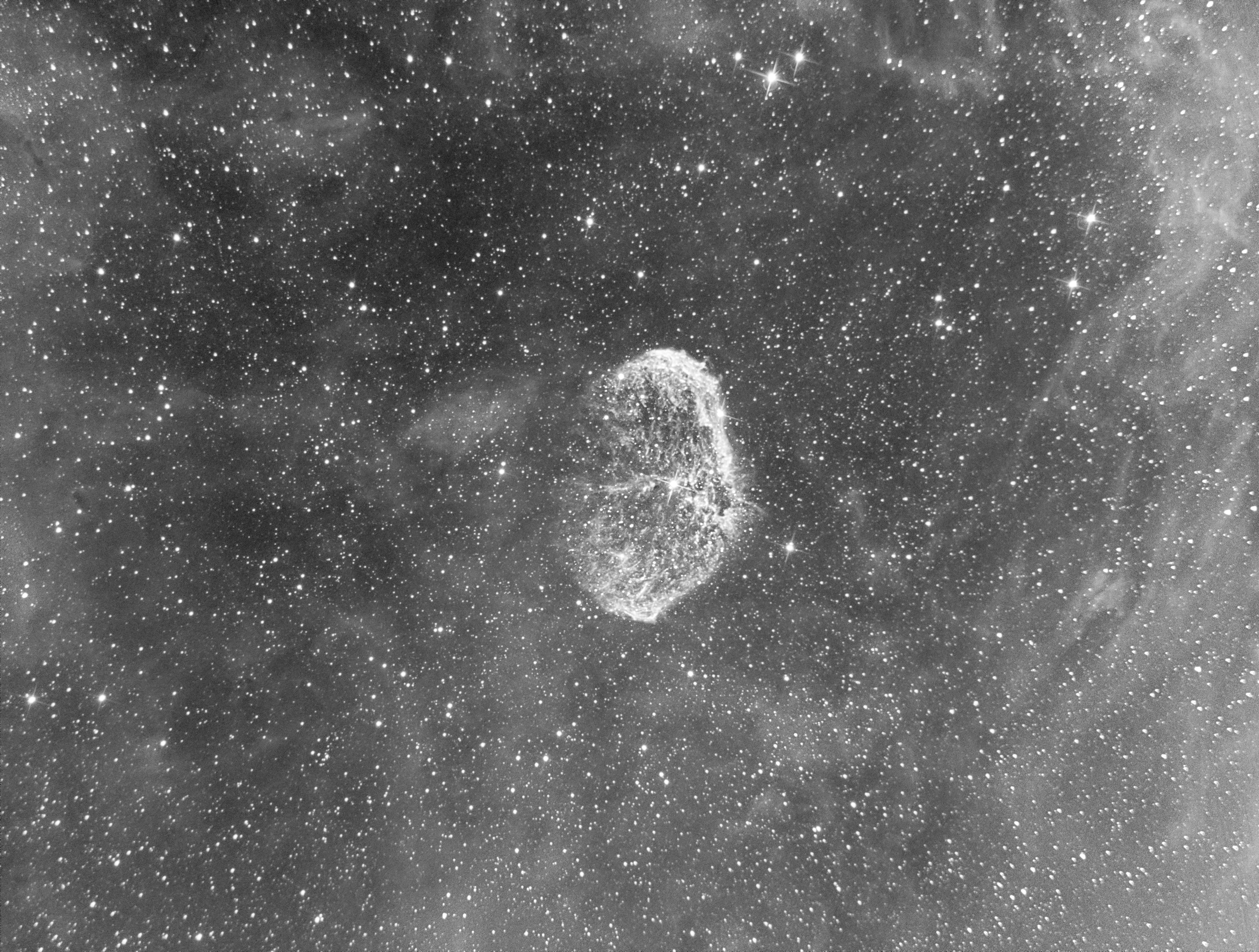
Image monochrome en lumière Hα captée par un télescope de 15 cm d'ouverture. (Chuck Ayoub)